# Stanyschiwka (Schytomyr)
Stanyschiwka (ukrainisch Станишівка; russisch Станишовка Stanischowka, polnisch Staniszówka) ist ein Dorf in der ukrainischen Oblast Schytomyr mit etwa 2000 Einwohnern.

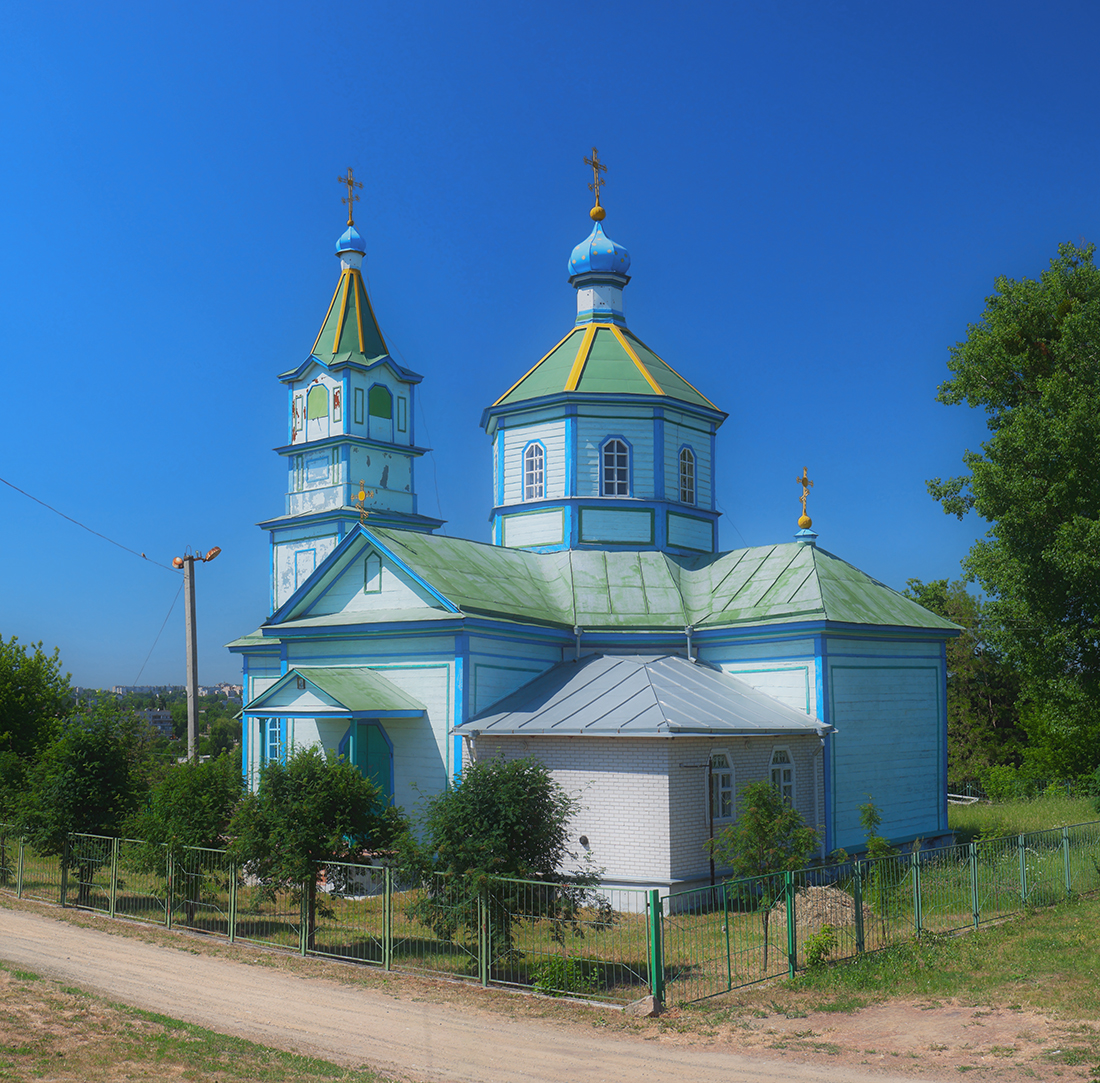
Kirche im Ort

Das erstmals 1616 schriftlich erwähnte Dorf liegt am Ufer des Teteriw, 6 km südöstlich vom Rajon- und Oblastzentrum Schytomyr entfernt.
Es lag ab 1795 im russischen Gouvernement Wolhynien, war ab 1923 ein Teil der Ukrainischen SSR, seit 1991 dann Teil der heutigen Ukraine.

## Verwaltungsgliederung
Am 19. Juli 2016 wurde das Dorf zum Zentrum der neugegründeten Landgemeinde Stanyschiwka (ukrainisch Станишівська сільська громада/Stanyschiwska silska silska hromada), zu dieser zählten auch noch die 15 in der untenstehenden Tabelle aufgelisteten Dörfer, bis dahin bildete es zusammen mit den Dörfern Bystri und Sloboda-Selez die gleichnamige Landratsgemeinde Stanyschiwka (Станишівська сільська рада/Stanyschiwska silska rada) im Osten des Rajons Schytomyr.
Am 25. Juli 2017 kam noch das Dorf Iwankiw zum Gemeindegebiet, am 31. Januar 2020 dann noch die 4 Dörfer Kodnja, Myroljubiwka, Leoniwka und Tscherwonyj Stepok zum Gemeindegebiet.
Folgende Orte sind neben dem Hauptort Stanyschiwka Teil der Gemeinde:
| Name                                  | Name              | Name                                   |
| ukrainisch transkribiert              | ukrainisch        | russisch                               |
| ------------------------------------- | ----------------- | -------------------------------------- |
| Bujmyr (bis 3. März 2021 Krynytschky) | Буймир (Кринички) | Буймир (Buimir)/Кринички (Krinitschki) |
| Bystri                                | Бистрі            | Быстри                                 |
| Hrabiwka                              | Грабівка          | Грабовка (Grabowka)                    |
| Iwankiw                               | Іванків           | Иванковцы (Iwankowzy)                  |
| Kodnja                                | Кодня             | Кодня                                  |
| Leoniwka                              | Леонівка          | Леоновка (Leonowka)                    |
| Lischtschyn                           | Ліщин             | Лещин (Leschtschin)                    |
| Lissiwschtschyna                      | Лісівщина         | Лесовщина (Lessowschtschina)           |
| Luka                                  | Лука              | Лука                                   |
| Mlynyschtsche                         | Млинище           | Млынище (Mlynischtsche)                |
| Moschkiwka                            | Мошківка          | Мошковка (Moschkowka)                  |
| Myroljubiwka                          | Миролюбівка       | Миролюбовка (Miroljubowka)             |
| Pisky                                 | Піски             | Пески (Peski)                          |
| Saritschany                           | Зарічани          | Заречаны (Saretschany)                 |
| Skomorochy                            | Скоморохи         | Скоморохи (Skoromochi)                 |
| Sloboda-Selez                         | Слобода-Селець    | Слобода-Селец (Sloboda-Selez)          |
| Tarassiwka                            | Тарасівка         | Тарасовка (Tarassowka)                 |
| Turowez                               | Туровець          | Туровец                                |
| Tscherwonyj Stepok                    | Червоний Степок   | Червоный Степок (Tscherwony Stepok)    |
| Werschyna                             | Вершина           | Вершина (Werschina)                    |